# Paragotoea bathybia
Paragotoea bathybia is een hydroïdpoliep uit de familie Corymorphidae. De poliep komt uit het geslacht Paragotoea. Paragotoea bathybia werd in 1942 voor het eerst wetenschappelijk beschreven door Kramp. 